# Överföringshastighet
Överföringshastighet är den hastighet varvid information överförs mellan två punkter.
Överföringshastigheter mäts i bit per sekund som ofta skrivs "bps". Ofta används SI-prefix för att beteckna större hastigheter: i "kbps" står "k" för kilo, och i "Mbps" står "M" för Mega. Till exempel är 28 kbps = 28 000 bps, och 54 Mbps = 54 miljoner bps. Förkortningen "bit/s", motsvarande "bps", är också vanlig: 56 kbps = 56 kbit/s = 56 000 bitar i sekunden.

## Effektiv överföringshastighet
Överföringshastigheterna som anges i bps är teoretiska maxima. Den verkliga överföringshastigheten som kan uppnås vid en överföring kan bero på många faktorer. Om många överföringsfel uppstår måste sändaren skicka om de datapaket som rapporterats felaktiga, vilket resulterar i en lägre effektiv överföringshastighet. Dessutom måste protokolldata också överföras, vilket också minskar den effektiva överföringshastigheten. Ett TCP/IP-datapaket som skickas över ethernet har till exempel minst 14 + 20 + 20 = 54 bytes i headern. Eftersom ett ethernet-datagram kan maximalt innehålla 1518 byte, kan den effektiva överföringshastigheten maximalt vara (1518 - 54) / 1518 = 96% av den teoretiska överföringshastigheten i en sådan anslutning.

## Typiska överföringshastigheter
En bit är inte detsamma som en byte (B); det går nämligen 8 bitar på 1 byte. En bredbandsanslutning med 10 Mbit/s betyder inte att det går att överföra 10 MB/s, utan (10 miljoner bitar delat med 8 = 1,25 miljoner byte) 1,25 MB/s (megabyte per sekund).
- Ett modem kan ofta nå en överföringshastighet på 56 kbps = 7 kilobyte/s = 0,007 MB/s
- En 24 Mbit/s ADSL kan överföra högst 3 MB/s.
- En 100 Mbit/s fiberuppkoppling eller LAN kan överföra 12,5 MB/s.
- En DVD-läsare (1x) levererar 1,3 MB/s
- En USB-port kan överföra olika mängder beroende på version:
  - USB 1.1 kan överföra 1,5 MB/s
  - USB 2.0 kan överföra 60 MB/s
  - USB 3.0 ska klara 625 MB/s
  - USB 3.2 - 2500 MB/s
- SATA i olika versioner ska klara 150-600 MB/s; SATA Express 2000 MB/s
- Ett trådlöst nätverk för Wi-Fi använder standarden IEEE 802.11 och kan klara olika hastigheter;
  - Enligt IEEE 802.11n 75 MB/s
  - Enligt IEEE 802.11ac 850 MB/s
- Bluetooth kan överföra olika mängder beroende på version:
  - Bluetooth 1.0 klarar 1 Mbit/s (i praktiken något lägre, ca 700 kbit/s)[1]
  - Bluetooth 2.0 klarar 2 Mbit/s eller 250 kB/s
  - Bluetooth 2.1 klarar 3 Mbit/s eller 375 kB/s
  - Bluetooth 3.0 klarar 3 Mbit/s och via WiFi-protokollet upp till 24 Mbit/s
  - Bluetooth 4.0 klarar 1 Mbit/s
  - Bluetooth 5.0 klarar 2 Mbit/s
- En HDMI-kabel för t.ex. video klarar 600-6000 MB/s
- En kabel för DisplayPort kan överföra 800-4000 MB/s